# Keith (Australia)
Keith – miasto w Australii, w stanie Australia Południowa.